# Лазоревый
Лазоревый — посёлок в Нижнесергинского района Свердловской области России. Входит в состав Дружининского городского поселения Нижнесергинского муниципального района.

## География
Посёлок Лазоревый расположен на левом берегу реки Утки (левого притока реки Чусовой), в 18 километрах (по автодорогам в 34 километрах) к северо-востоку от города Нижние Серги, в 1,5 километрах к югу от посёлка Дружинино и в 65 километрах к западу от Екатеринбурга.
В нескольких сотнях метрах от посёлка проходят железные дороги Москва — Казань — Екатеринбург (на востоке) и Дружинино — Нязепетровск — Бердяуш (на западе).

## История
Посёлок основан в 1950-х годах. До 22 ноября 1966 года назывался посёлком отделения № 2 Дружининского совхоза .

## Население
| 2002 | 2010 | 2021 |
| ---- | ---- | ---- |
| 180  | ↘170 | ↘100 |